# Nicolás Almagro
Nicolás Almagro Sanchez Rolle, Spaans: Nicolás Almagro Sánchez Rolle (Murcia, 21 augustus 1985) is een voormalig tennisser uit Spanje. Hij werd prof in 2003. Zijn hoogste plaats op de ATP-ranglijst is de 9e positie, die hij behaalde op 2 mei 2011. In april 2019 beëindigde hij zijn loopbaan.
Almagro gold als een specialist op gravel en bereikte in zijn carrière 23 finales (alle op gravel), waarvan hij er dertien op zijn naam schreef. In het enkelspel won hij ook vijf challengers en zeven futurestoernooien. Grote aansprekende resultaten heeft de Spanjaard nooit behaald. Op zijn favoriete grandslamtoernooi (Roland Garros) bereikte hij driemaal de kwartfinales, maar telkens verloor hij in straight sets van de latere winnaar en landgenoot Rafael Nadal. Ook op het Australian Open 2013 bereikte hij eenmaal de kwartfinale, waarin hij ondanks een 2–0-voorsprong in sets uiteindelijk in vijf sets verloor van zijn landgenoot David Ferrer. Opvallend is ook de kwartfinaleplaats op de Olympische Zomerspelen 2012 die gespeeld werden op de grasbanen van de All England Club, waar hij verloor van de latere winnaar Andy Murray.  

## Loopbaan

### Jaarverslagen

#### 2000 - 2003
In de jaren 2000 tot en met 2003 speelde Almagro hoofdzakelijk futurestoernooien. In 2003, het jaar dat hij proftennisser werd, won hij meerdere futurestoernooien, en won hij ook zijn eerste challenger, in Olbia. Hij boekte dat jaar ook zijn eerste zege op een ATP-toernooi, toen hij in de eerste ronde van het ATP-toernooi van Palermo won van zijn landgenoot Àlex Corretja, die zich terugtrok.

#### 2004 - 2005
In 2004 voegde Almagro drie challengerzeges toe aan zijn palmares met winst in Barletta, Manerbio en Kiev. In mei maakte hij zijn grandslamdebuut op Roland Garros, waar hij in de eerste ronde verloor van Gustavo Kuerten. Door zijn twee challengerzeges eind augustus kwam Almagro in september voor het eerst binnen in de top 100. Hij eindigde het jaar uiteindelijk net binnen de top 100, op plaats 100.
In januari 2005 werd hij in zijn eerste Australian Open meteen in de eerste ronde uitgeschakeld. In februari haalde hij zijn eerste ATP-kwartfinale, in Buenos Aires. Op Roland Garros boekte hij voor het eerst een overwinning in een grandslamtoernooi. Hij versloeg Ivo Karlović in de openingsronde, maar verloor van 's werelds nummer 1 Roger Federer in de tweede. Op Wimbledon verloor Almagro in de eerste ronde, op de US Open in de tweede. Het hele jaar bleef Almagro rond de honderdste plaats hangen. Hij eindigde het jaar op plaats 111.

#### 2006
Net als in 2005 werd Almagro op de Australian Open van 2006 in de eerste ronde uitgeschakeld. In februari bereikte hij de kwartfinale in Costa do Sauipe en de halve finale in Acapulco. In april boekte hij zijn eerste ATP-zege door in de finale van het ATP-toernooi van Valencia de Fransman Gilles Simon te verslaan. Die maand haalde hij ook nog de halve finale in Barcelona. Begin mei bereikte hij zijn eerste kwartfinale op een Masterstoernooi, in Rome. Door deze mooie resultaten kwam Almagro op 1 mei voor het eerst de top 50 binnen. Roland Garros en Wimbledon vielen dan weer tegen, met uitschakelingen in de tweede en eerste ronde respectievelijk. Ook tijdens de zomer haalde Almagro maar weinig goede resultaten. Op de US Open verloor hij eveneens in de openingsronde. In het najaar haalde hij nog twee mooie resultaten: een halve finale in Palermo en een kwartfinale in Lyon. Almagro sloot het jaar voor het eerst af in de top 100 en top 50, op plaats 32.

#### 2007
Ook in 2007 kwam Almagro niet voorbij de eerste ronde op de Australian Open. In februari bereikte hij de kwartfinale in Costa do Sauipe en Acapulco en de halve finale in Buenos Aires. In april verdedigde hij met succes zijn titel in Valencia. Op het Masterstoernooi van Hamburg bereikte hij de kwartfinale. Op Roland Garros en Wimbledon kwam hij even ver als in 2006. Tijdens de zomer haalde hij de finale in Båstad en de kwartfinale van het Masterstoernooi van Cincinnati. Op de US Open bereikte hij zijn beste grandslamresultaat tot dan toe door de derde ronde te halen. Daarna haalde hij geen grote resultaten meer in 2007. Almagro sloot het jaar af op plaats 28.

#### 2008
Net als de drie voorbije jaren sneuvelde Almagro in de eerste ronde op de Australian Open. Februari daarentegen was succesvol met een kwartfinale in Buenos Aires en twee toernooiwinsten, in Costa do Sauipe en Acapulco, waar hij respectievelijk Carlos Moyá en David Nalbandian klopte in de finale. In april verhinderde David Ferrer hem om voor het derde jaar op rij het ATP-toernooi van Valencia te winnen. Net voor Roland Garros haalde Almagro twee kwartfinales: in Barcelona en op de Masters van Rome. Hierdoor kwam hij voor het eerst binnen in de top 20. Op Roland Garros bereikte hij zijn beste grandslamresultaat ooit door er de kwartfinale te halen. Hij verloor van de uiteindelijke winnaar, zijn landgenoot Rafael Nadal. Op Wimbledon verloor hij in de tweede ronde. Begin juli haalde hij zijn hoogste ATP-ranking tot dan toe, toen hij de 11e plaats bereikte. Tijdens de zomer nam hij deel aan de Olympische Zomerspelen in Peking, waar hij in de eerste ronde van het olympisch tennistoernooi werd uitgeschakeld door de Fransman Gaël Monfils. Op de US Open haalde hij net zoals in 2007 de derde ronde. In het najaar werd hij telkens vroeg uitgeschakeld in de toernooien waaraan hij deelnam. Almagro had in de tweede helft van het jaar geregeld problemen met een blessure aan de rechterhand, waarvoor hij in juli werd geopereerd. Hij eindigde het jaar voor het eerst binnen de top 20, op plaats 18.

#### 2009 - 2010
In 2009 maakte Almagro zijn beste seizoensstart tot dan toe met een kwartfinale op het ATP-toernooi van Auckland en een derde ronde op de Australian Open. Het was de eerste maal dat Almagro voorbij de eerste ronde op dit grandslamtoernooi kwam. In februari kon hij zijn titel in Acapulco verlengen. Dat kon hij echter niet in Costa do Sauipe, waar hij de kwartfinale haalde. Op Roland Garros en Wimbledon haalde hij de derde ronde. Tijdens de zomer haalde hij kwartfinales in Båstad en Hamburg. Op de US Open haalde hij net zoals in de drie andere grandslamtoernooien van dat jaar de derde ronde. Almagro's beste resultaat in het najaar was de kwartfinale op het ATP-toernooi van Wenen. Hij sloot 2009 af op de 26e plaats.
Begin 2010 haalde Almagro zijn beste resultaat op de Australian Open door de vierde ronde te bereiken. In februari haalde hij de kwartfinale in Acapulco. In maart haalde hij de vierde ronde en de kwartfinale op de Masterstoernooien van Indian Wells en Miami respectievelijk. Net voor Roland Garros haalde hij de kwartfinale in München en de halve finale op het Masterstoernooi van Madrid. Op Roland Garros bereikte hij voor de tweede maal de kwartfinale. Net als in 2008 was het de uiteindelijke winnaar Rafael Nadal die hem versloeg. Door deze prestatie kwam Almagro weer in de top 20 binnen. Op Wimbledon lag Almagro er echter al in de eerste ronde uit. Tijdens de zomer pakte Almagro twee ATP-titels door in de finale van het ATP-toernooi van Båstad de Zweed Robin Söderling, de nummer vijf van de wereld, te verslaan en in Gstaad Richard Gasquet in de finale te kloppen. Op de US Open haalde hij de derde ronde. Almagro's beste resultaat van het najaar was de halve finale op het ATP-toernooi van Wenen. Voor de tweede maal sloot hij het jaar af binnen de top 20, op plaats 15.

#### 2011
Almagro startte het jaar goed met een halve finaleplaats op het ATP-toernooi van Auckland en een vierde ronde op de Australian Open. In februari won hij twee titels in evenveel weken door voor de tweede keer het ATP-toernooi van Costa do Sauípe te winnen en de titel op het ATP-toernooi van Buenos Aires in de wacht te slepen. Hij haalde net geen hattrick, want eind februari verloor hij de finale van het ATP-toernooi van Acapulco - zijn derde opeenvolgende finale - van zijn landgenoot David Ferrer. In april haalde hij de halve finale in Barcelona, waarna hij voor het eerst in zijn carrière de top 10 binnen dook. Net voor Roland Garros, waar hij verrassend verloor in de eerste ronde, won hij het ATP-toernooi van Nice en haalde hij met een 9e plaats zijn hoogste ATP-ranking ooit. Op Wimbledon evenaarde hij zijn beste resultaat met een derde ronde. In juli haalde hij de halve finale in Båstad en de finale van het ATP-toernooi van Hamburg, die hij verloor van Gilles Simon. In de aanloop naar de US Open, waar hij verloor in de eerste ronde, haalde hij nog een halve finale in Gstaad, waar hij zijn titel verdedigde, en de kwartfinale op het Masterstoernooi van Montréal. Na de US Open bleven de goede resultaten wat uit, met enkel de kwartfinale in ATP-toernooi van Kuala Lumpur als sterkste prestatie. Niettemin eindigde Almagro het jaar voor het eerst binnen de top 10, op plaats 10.

#### 2012
Zijn eerste toernooizege van dit jaar behaalde hij in São Paulo, door Filippo Volandri in de finale te verslaan. In Buenos Aires verloor hij van zijn landgenoot David Ferrer.

### Davis Cup
Almagro speelde in 2008 voor het eerst voor het Spaanse Davis Cupteam, in een duel tegen Peru in de eerste ronde van de Wereldgroep. Hij speelde in 2008 en 2010 in de Davis Cup. In totaal speelde hij vijf enkelpartijen, waarvan hij er drie won.

## Palmares
| Legenda                       | Legenda               |
| ----------------------------- | --------------------- |
| Grand Slam                    |                       |
| Olympische Spelen             |                       |
| tot 2009                      | vanaf 2009            |
| Tennis Masters Cup            | ATP Finals            |
| ATP Masters Series            | ATP Tour Masters 1000 |
| ATP International Series Gold | ATP Tour 500          |
| ATP International Series      | ATP Tour 250          |

### Enkelspel
| Nr.                  | Datum             | Toernooi            | Ondergrond | Tegenstander in finale   | Score               | Details          |
| -------------------- | ----------------- | ------------------- | ---------- | ------------------------ | ------------------- | ---------------- |
| Gewonnen finales     |                   |                     |            |                          |                     |                  |
| 1.                   | 16 april 2006     | ATP Valencia        | Gravel     | Gilles Simon             | 6-2, 6-3            | Details          |
| 2.                   | 15 april 2007     | ATP Valencia        | Gravel     | Potito Starace           | 4-6, 6-2, 6-1       | Details          |
| 3.                   | 17 februari 2008  | ATP Costa do Sauípe | Gravel     | Carlos Moyá              | 7-6, 3-6, 7-5       | Details          |
| 4.                   | 1 maart 2008      | ATP Acapulco        | Gravel     | David Nalbandian         | 6-1, 7-6            | Details          |
| 5.                   | 28 februari 2009  | ATP Acapulco        | Gravel     | Gaël Monfils             | 6-4, 6-4            | Details          |
| 6.                   | 12 juli 2010      | ATP Båstad          | Gravel     | Robin Söderling          | 7-5, 3-6, 6-2       | Details          |
| 7.                   | 25 juli 2010      | ATP Gstaad          | Gravel     | Richard Gasquet          | 7-5, 6-1            | Details          |
| 8.                   | 13 februari 2011  | ATP Costa do Sauípe | Gravel     | Oleksandr Dolgopolov     | 6-3, 7-6            | Details          |
| 9.                   | 20 februari 2011  | ATP Buenos Aires    | Gravel     | Juan Ignacio Chela       | 6-3, 3-6, 6-4       | Details          |
| 10.                  | 21 mei 2011       | ATP Nice            | Gravel     | Victor Hănescu           | 6-7(5), 6-3, 6-3    | Details          |
| 11.                  | 19 februari 2012  | ATP São Paulo       | Gravel (i) | Filippo Volandri         | 6-3, 4-6, 6-4       | Details          |
| 12.                  | 26 mei 2012       | ATP Nice            | Gravel     | Brian Baker              | 6-3, 6-2            | Details          |
| 13.                  | 1 mei 2016        | ATP Estoril         | Gravel     | Pablo Carreño Busta      | 6-7(6), 7-6(5), 6-3 | Details          |
| Verloren finales     |                   |                     |            |                          |                     |                  |
| 1.                   | 15 juli 2007      | ATP Båstad          | Gravel     | David Ferrer             | 2-6, 1-6            | Details          |
| 2.                   | 20 april 2008     | ATP Valencia        | Gravel     | David Ferrer             | 6-4, 2-6, 6-7       | Details          |
| 3.                   | 21 februari 2011  | ATP Acapulco        | Gravel     | David Ferrer             | 6-7, 7-6, 2-6       | Details          |
| 4.                   | 24 juli 2011      | ATP Hamburg         | Gravel     | Gilles Simon             | 4-6, 6-4, 4-6       | Details          |
| 5.                   | 26 februari 2012  | ATP Buenos Aires    | Gravel     | David Ferrer             | 6-4, 3-6, 2-6       | Details          |
| 6.                   | 15 juli 2012      | ATP Båstad          | Gravel     | David Ferrer             | 2-6, 2-6            | Details          |
| 7.                   | 14 april 2013     | ATP Houston         | Gravel     | John Isner               | 3-6, 5-7            | Details          |
| 8.                   | 28 april 2013     | ATP Barcelona       | Gravel     | Rafael Nadal             | 4-6, 3-6            | Details          |
| 9.                   | 13 april 2014     | ATP Houston         | Gravel     | Fernando Verdasco        | 3-6, 6-7(4)         | Details          |
| 10.                  | 21 februari 2016  | ATP Buenos Aires    | Gravel     | Dominic Thiem            | 6-7(2), 6-3, 6-7(4) | Details          |
| Gewonnen challengers |                   |                     |            |                          |                     |                  |
| 1.                   | 14 juli 2003      | Olbia               | Gravel     | Martín Vassallo Argüello | 6-2, 6-3            | 6-2, 6-3         |
| 2.                   | 29 maart 2004     | Barletta            | Gravel     | Tomas Behrend            | 7-5, 6-2            | 7-5, 6-2         |
| 3.                   | 23 augustus 2004  | Manerbio            | Gravel     | Francesco Aldi           | 7-6, 6-4            | 7-6, 6-4         |
| 4.                   | 30 augustus 2004  | Kiev                | Gravel     | Jiří Vaněk               | 4-6, 6-3, 6-2       | 4-6, 6-3, 6-2    |
| 5.                   | 13 september 2015 | Genua               | Gravel     | Marco Cecchinato         | 6-7(1), 6-1, 6-4    | 6-7(1), 6-1, 6-4 |

### Dubbelspel
| Nr.                          | Datum            | Toernooi         | Ondergrond | Partner          | Tegenstanders in finale          | Score            | Details |
| ---------------------------- | ---------------- | ---------------- | ---------- | ---------------- | -------------------------------- | ---------------- | ------- |
| Gewonnen finales herendubbel |                  |                  |            |                  |                                  |                  |         |
| 1.                           | 8 augustus 2015  | ATP Kitzbühel    | Gravel     | Carlos Berlocq   | Robin Haase Henri Kontinen       | 5-7, 6-3, [11-9] | Details |
| Verloren finales herendubbel |                  |                  |            |                  |                                  |                  |         |
| 1.                           | 16 februari 2009 | ATP Buenos Aires | Gravel     | Santiago Ventura | Marcel Granollers Alberto Martín | 3-6, 7-5, 8-10   | Details |

## Resultaten grote toernooien
| Legenda | Legenda                          |
| ------- | -------------------------------- |
| g.t.    | geen toernooi gehouden           |
| l.c.    | lagere categorie                 |
| –       | niet deelgenomen                 |
| G       | uitgeschakeld in de groepsfase   |
| 1R      | uitgeschakeld in de eerste ronde |
| 2R      | uitgeschakeld in de tweede ronde |
| 3R      | uitgeschakeld in de derde ronde  |
| 4R      | uitgeschakeld in de vierde ronde |
| KF      | uitgeschakeld in de kwartfinale  |
| HF      | uitgeschakeld in de halve finale |
| F       | de finale verloren               |
| W       | het toernooi gewonnen            |
| w-v     | winst/verlies-balans             |

### Enkelspel
| toernooi            | 2004 | 2005 | 2006 | 2007 | 2008 | 2009 | 2010 | 2011 | 2012 | 2013 | 2014 | 2015 | 2016 | 2017 |
| ------------------- | ---- | ---- | ---- | ---- | ---- | ---- | ---- | ---- | ---- | ---- | ---- | ---- | ---- | ---- |
| grandslamtoernooien |      |      |      |      |      |      |      |      |      |      |      |      |      |      |
| Australian Open     | –    | 1R   | 1R   | 1R   | 1R   | 3R   | 4R   | 4R   | 4R   | KF   | –    | 1R   | 2R   | 1R   |
| Roland Garros       | 1R   | 2R   | 2R   | 2R   | KF   | 3R   | KF   | 1R   | KF   | 4R   | 1R   | 2R   | 3R   | 2R   |
| Wimbledon           | –    | 1R   | 1R   | 1R   | 2R   | 3R   | 1R   | 3R   | 3R   | 3R   | –    | 1R   | 2R   | –    |
| US Open             | –    | 2R   | 1R   | 3R   | 3R   | 3R   | 3R   | 1R   | 4R   | 1R   | –    | –    | 3R   | 1R   |
| ATP Masters 1000    |      |      |      |      |      |      |      |      |      |      |      |      |      |      |
| Indian Wells        | –    | –    | –    | 2R   | 2R   | –    | 4R   | 3R   | KF   | 3R   | –    | –    | 1R   | –    |
| Miami               | –    | 1R   | –    | 3R   | 3R   | 1R   | KF   | 3R   | 4R   | 4R   | 3R   | 2R   | –    | –    |
| Monte Carlo         | –    | –    | –    | 1R   | 3R   | 1R   | 2R   | 3R   | 3R   | 2R   | 3R   | –    | 1R   | 2R   |
| Madrid              | l.c. | l.c. | l.c. | l.c. | l.c. | 1R   | HF   | 1R   | 3R   | 2R   | 2R   | 1R   | 1R   | 2R   |
| Rome                | –    | 3R   | KF   | 2R   | 3R   | 1R   | 2R   | 3R   | 3R   | 1R   | –    | 2R   | –    | 2R   |
| Hamburg             | 1R   | 1R   | –    | KF   | –    | l.c. | l.c. | l.c. | l.c. | l.c. | l.c. | l.c. | l.c. | l.c. |
| Montréal/Toronto    | –    | –    | 1R   | 1R   | –    | –    | 2R   | KF   | –    | 1R   | –    | –    | –    | –    |
| Cincinnati          | –    | –    | 2R   | KF   | –    | 2R   | 1R   | 3R   | –    | 1R   | –    | –    | 1R   | –    |
| Shanghai            | l.c. | l.c. | l.c. | l.c. | l.c. | 2R   | 1R   | 3R   | 1R   | KF   | –    | –    | 2R   | –    |
| Parijs              | –    | –    | 2R   | 1R   | –    | 2R   | 2R   | 2R   | 3R   | 3R   | –    | –    | 1R   | –    |
| olympisch           |      |      |      |      |      |      |      |      |      |      |      |      |      |      |
| Olympische Spelen   | –    | g.t. | g.t. | g.t. | 1R   | g.t. | g.t. | g.t. | KF   | g.t. | g.t. | g.t. | –    | g.t. |
| statistieken        |      |      |      |      |      |      |      |      |      |      |      |      |      |      |
| titels per jaar     | 0    | 0    | 1    | 1    | 2    | 1    | 2    | 3    | 2    | 0    | 0    | 0    | 1    | 0    |
| eindejaarsranking   | 100  | 111  | 32   | 28   | 18   | 26   | 15   | 10   | 11   | 13   | 71   | 73   | 44   |      |

### Dubbelspel
| toernooi            | 2005 | 2006 | 2007 | 2008 | 2009 | 2010 | 2011 | 2012 | 2013 | 2014 | 2015 | 2016 | 2017 |
| ------------------- | ---- | ---- | ---- | ---- | ---- | ---- | ---- | ---- | ---- | ---- | ---- | ---- | ---- |
| grandslamtoernooien |      |      |      |      |      |      |      |      |      |      |      |      |      |
| Australian Open     | –    | –    | 1R   | 2R   | 1R   | –    | 1R   | 1R   | –    | –    | –    | –    | –    |
| Roland Garros       | 1R   | 2R   | –    | 1R   | 1R   | 3R   | –    | –    | –    | –    | –    | 1R   | 1R   |
| Wimbledon           | –    | 1R   | 1R   | –    | –    | 1R   | –    | –    | –    | –    | 1R   | 1R   | –    |
| US Open             | –    | 1R   | 1R   | 1R   | 2R   | –    | 2R   | –    | –    | –    | –    | 2R   | –    |
| ATP Masters 1000    |      |      |      |      |      |      |      |      |      |      |      |      |      |
| Indian Wells        | –    | –    | 2R   | –    | –    | –    | 1R   | 1R   | 1R   | –    | –    | –    | –    |
| Miami               | –    | –    | 1R   | –    | 2R   | HF   | –    | 1R   | KF   | 1R   | 2R   | –    | –    |
| Monte Carlo         | –    | –    | –    | –    | 1R   | 2R   | 1R   | –    | –    | –    | –    | –    | –    |
| Madrid              | l.c. | l.c. | l.c. | l.c. | 1R   | KF   | –    | 1R   | 1R   | –    | –    | –    | –    |
| Rome                | –    | –    | –    | –    | –    | KF   | –    | 2R   | –    | –    | 2R   | –    | –    |
| Montréal/Toronto    | –    | –    | 1R   | –    | –    | 1R   | 1R   | –    | –    | –    | –    | –    | –    |
| Cincinnati          | –    | –    | 2R   | –    | –    | 1R   | 1R   | –    | –    | –    | –    | –    | –    |
| Shanghai            | l.c. | l.c. | l.c. | l.c. | –    | 2R   | KF   | –    | –    | –    | –    | –    | –    |
| Parijs              | –    | –    | –    | –    | –    | 2R   | 1R   | –    | –    | –    | –    | –    | –    |
| olympisch           |      |      |      |      |      |      |      |      |      |      |      |      |      |
| Olympische Spelen   | g.t. | g.t. | g.t. | 2R   | g.t. | g.t. | g.t. | –    | g.t. | g.t. | g.t. | –    | g.t. |
| statistieken        |      |      |      |      |      |      |      |      |      |      |      |      |      |
| titels per jaar     | 0    | 0    | 0    | 0    | 0    | 0    | 0    | 0    | 0    | 0    | 1    | 0    | 0    |
| eindejaarsranking   | 347  | 297  | 97   | 224  | 148  | 56   | 155  | 347  | 195  | —    | 143  | 286  |      |